# Терборх, Герард
Герард Терборх, Герард тер Борх, Герард тер Борх Младший (нидерл. Gerard ter Borch; 1617[…] или декабрь 1617, Зволле — 8 декабря 1681[…], Девентер, Оверэйссел) — голландский живописец, один из самых выдающихся художников «золотого века голландской живописи» наряду с Яном Вермеером Делфтским, Питером де Хохом, Франсом Мирисом, Габриелем Метсю и Франсом Халсом. Малый голландец, мастер живописи небольших «галантных картин» бытового и портретного жанров.

## Биография
Герард Терборх родился в 1617 году в богатой семье ганзейского города Зволле (восточные Нидерланды). Его отец Герард тер Борх Старший (1584—1662), государственный чиновник и художник-любитель, в юности рисовал и писал картины, совершил поездку в Рим (1604—1611), собрал коллекцию рисунков. В семье Герарда Старшего от трёх браков было тринадцать детей, трое из них стали художниками.
Терборх Младший занимался рисунком и живописью под руководством отца. Первые работы младшего Герарда, датированные 1625 годом, бережно хранил отец, они дошли до нашего времени. Это зарисовки бытовых сцен и пейзажей в окрестностях города Зволле, а также зарисовки людей, катающихся на коньках, вероятно, появившиеся под влиянием творчества Хендрика Аверкампа, бывавшего в доме Терборхов.
К 1632 году относятся упоминания о пребывании Герарда Терборха в Амстердаме. В 1633 году Терборх отправился учиться живописи в Харлем к пейзажисту Питеру де Молину. Изучал искусство Франса Халса. Герард завершил своё обучение за два года, в 1635 году он получил звание мастера харлемской Гильдии Святого Луки и, соответственно, право подписи собственных работ. В отличие от других малых голландцев, Герард Терборх получил основательное образование и обрёл широкое гуманистическое мировоззрение, объездив всю Европу.
Первая сохранившаяся картина Герарда Терборха датируется 1635 годом. Летом того же года Терборх уехал в Лондон к своему дяде, Роберту Ван Вёрсту, успешному гравёру резцом по меди. Здесь он познакомился с выдающимся портретистом Антонисом Ван Дейком. После того, как его дядя умер от чумы, в 1640 году Герард Терборх вернулся в Зволле.
По сведениям Арнольда Хоубракена, автора «Великого театра нидерландских художников и художниц» (De Groote Schouburgh der Nederlantsche Konstschilders en Schilderessen, 1718—1721), Герард Терборх Младший в период 1636—1643 годов путешествовал по Италии, но также посетил Испанию, Францию и Южные Нидерланды. В Мадриде он написал портрет испанского короля Филиппа IV (портрет не сохранился). Испытал влияние картин Веласкеса. С 1640 по 1645 год Герард проживал в Голландии, работал преимущественно в Амстердаме и Харлеме.
В этот период Терборх уже сделал себе имя как художник-портретист. Он сосредоточился на портретах в полный рост небольшого формата. Они, вероятно, связаны с влиянием творчества Хендрика Пота и Питера Кодде. Терборх прибавил к этому элегантность, вероятно, благодаря своему опыту работы в Испании, Англии и знакомству с фламандскими портретистами. Помимо портретов, он также писал «солдатские сцены» (kortegaardjes, от «corps-de-garde»), группы гвардейцев, как Питер Кодде и Виллем Корнелис Дейстер.
Терборх стал ещё более популярным портретистом благодаря своей поездке в Мюнстер на мирные переговоры между Голландией и Испанией в 1646 году по приглашению голландского посла Адриана По. В Мюнстере Терборх написал портреты присутствовавших на переговорах дипломатов, чем привлёк внимание испанского посла графа Пеньяранда. Граф принял Терборха на службу, и Герард Терборх присутствовал при заключении Мюнстерского мира между Голландией и Испанией 15 мая 1648 года. Это событие он запечатлел в своей знаменитой картине «Призыв к Мюнстерскому миру, 15 мая 1648 года» (De bezwering van de vrede van Münster, 15 mei 1648).
В том же году Герард Тербох вернулся в Голландию, работал и жил в разных городах: поочерёдно в Амстердаме, Гааге, Харлеме, Кампене и Зволле. За короткое время он достиг славы крупнейшего в Европе мастера живописи бытового жанра.
14 февраля 1654 года он женился на Гертруйдт Маттейсем и поселился в Девентере. В 1650-е годы Терборх сосредоточился на живописи бытового жанра. В этих картинах изображены люди в обычной повседневной обстановке, а иногда и в таинственных или любовных отношениях.
С 1660 года Терборх всё более тяготел к портретной живописи, в это время Терборхом было создано лишь несколько картин бытового жанра. В 1655 году он получил гражданство Девентера. В 1666 году он был признан столь важным гражданином, что был назначен одним из сорока восьми «простых людей», которые собирались четыре-пять раз в год для принятия решений по политике города. В 1667 году городской совет (магистрат) Девентера был запечатлён на картине Терборха. За эту картину художник получил 1995 гульденов. Картину поместили в Зале совета и она до настоящего времени находится в ратуше.
В 1672 году Девентер посетил штатгальтер Нидерландов, принц Вильгельм III Оранский, и Терборх написал его портрет. Картину пришлось спрятать, поскольку вскоре после этого, во время Второй Мюнстерской войны, город сдался Кёльну и Мюнстеру. Терборх, вероятно, тогда же покинул город. Оккупационные силы покинули Девентер в 1674 году, и в городе было создано новое правительство.
Герард Терборх скончался 8 декабря 1681 года в Девентере, но был похоронен по его предсмертной воле «в Гроте или Синт-Михаэльскерк в Зволле».

## Творчество
Герард Терборх оказал относительно большое влияние на художников «галантных сцен». Несмотря на длительное пребывание в заграничных поездках, Герард Терборх остался верным голландской школе живописи. Если вначале Терборх писал в основном сцены из крестьянской и военной жизни, то с 1648 года он больше внимания уделял изображению сцен в жилых интерьерах с небольшим количеством фигур: галантных пар, дам за чтением письма или музицированием. Наиболее показательна в этом отношении картина «Галантная беседа» (1654) — одно из самых популярных произведений своего времени (до нашего времени дошли 24 копии работы, выполненные другими художниками).
На портретные работы Герарда Терборха повлиял харлемский художник Хендрик Герритс Пот. Стиль Терборха-портретиста сформировался к началу 1640-х годов и далее почти не менялся. Его модели обычно одеты в чёрное и расположены на нейтральном (чаще сером) фоне. Примером может служить портрет двухлетней девочки, выполненный в конце 1640-х годов.
По-новому решив задачу расположения фигур, Терборх стал примером для своего ученика Каспара Нетшера и других молодых мастеров — Габриэля Метсю, Питера де Хоха и Яна Вермеера, слава которого в XX веке оттеснила Терборха на второй план. До открытия Вермеера множество его работ приписывали Терборху; даже самые тонкие знатоки не могли уловить различия манер двух художников.
Тем не менее, Е. И. Ротенберг писал, что среди других мастеров Терборх «выделяется артистическим складом дарования и утончённым колоритом… Его основным объектом становятся сцены быта патрицианских семей, в которые он вносит оттенок особой элегантности. Эти его картины не отличаются глубиной содержания, но они гораздо тоньше построены в сюжетном отношении и в характеристике действующих лиц, нежели, например, близкие к ним по тематике произведения Метсю».

«Терборх стал искать собственный стиль в изображении уютных голландских интерьеров и светских галантных сцен: ухаживаний кавалеров за дамами, уроков музыки, интимных бесед. Этот стиль отличается некоторой меланхоличностью, изысканным колоритом, лирической атмосферой, точностью композиции и непревзойдённым мастерством в живописной передаче дорогих материалов — белого атласа, бархата, восточных ковров, хрусталя и китайского фарфора. Композиции Терборха всегда недосказаны, они несут в себе оттенок загадочности и скрытой символики»
Учеником Терборха был Каспар Нетшер, он учился у него самое позднее в 1655 году. Вместе с Терборхом он сделал девять из десяти портретов семьи Крейвангеров. Под влиянием искусства Терборха работали Габриэль Метсю, Франс ван Мирис, Питер ван Анрадт, Якоб Охтервелт и Эглон ван дер Неер. Сын Герарда — Мозес (Моисей) Терборх (1645—1667) также стал живописцем.
В период с 1954 по 1969 год родина художника — провинция Оверэйсел вручала художникам премию его имени — премию Герарта Терборха.
В санкт-петербургском Эрмитаже имеется шесть картин Герарда Терборха.

## Галерея

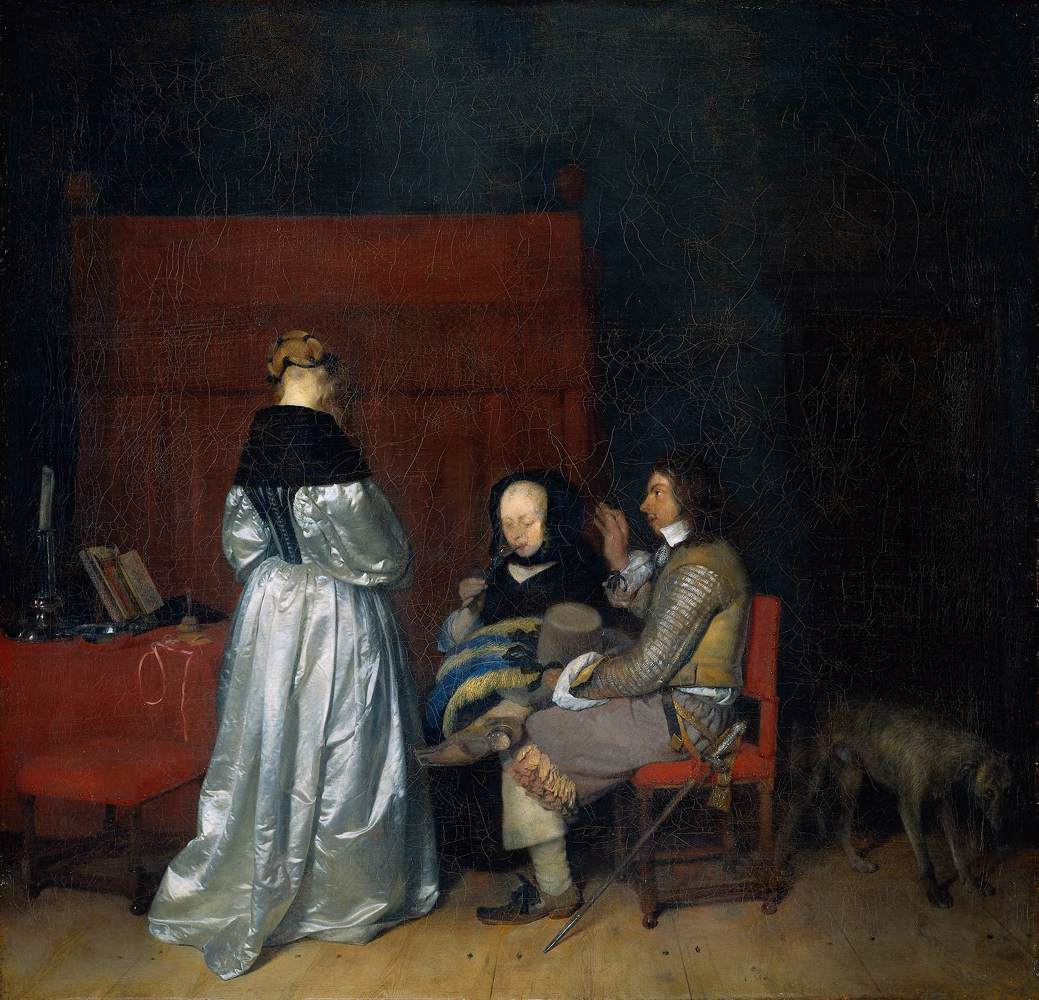
Отеческое наставление (Три беседующие фигуры в интерьере). Между 1653 и 1655. Холст, масло. Рейксмюсеум, Амстердам
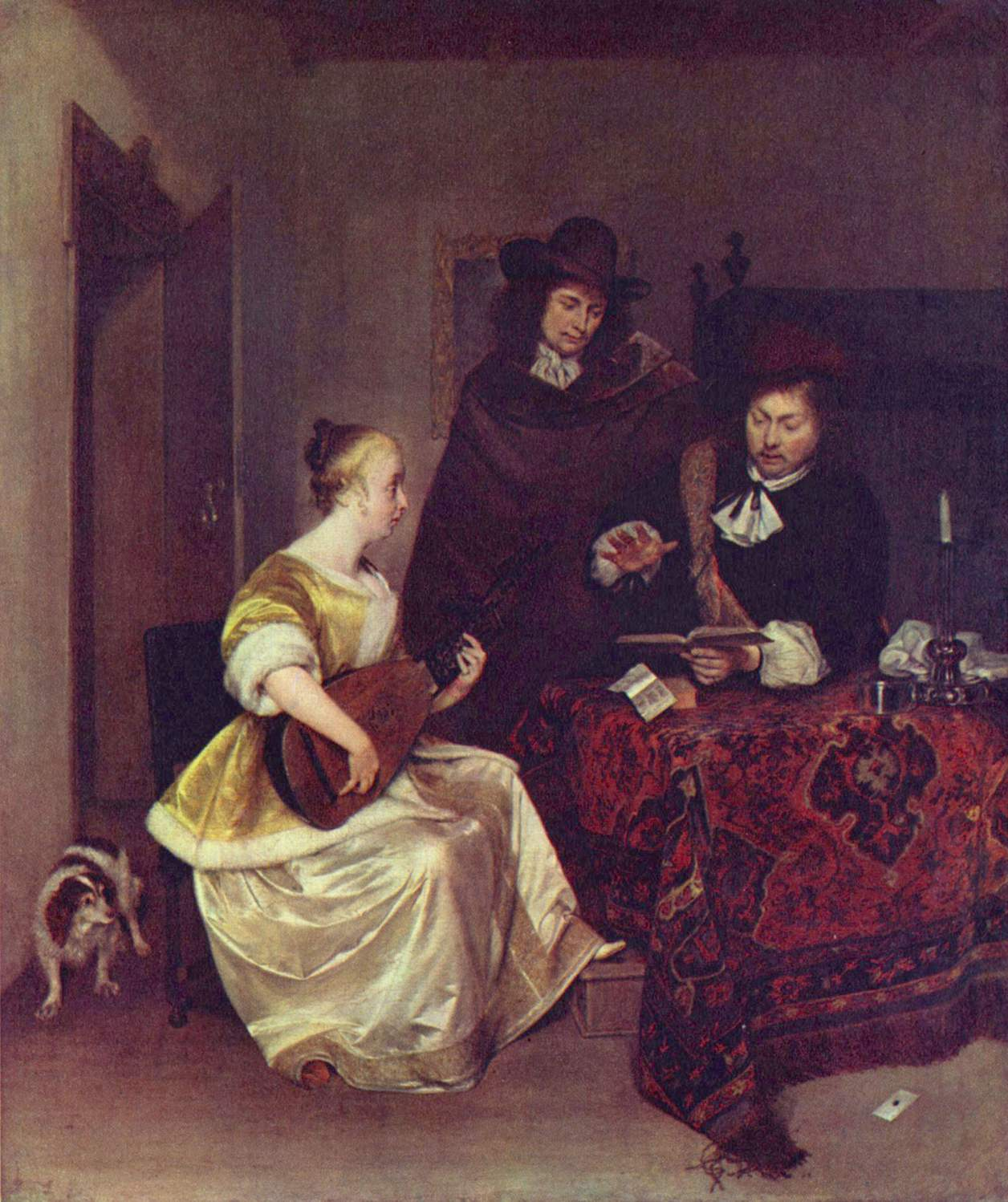
Женщина, играющая на виоле перед двумя мужчинами. Между 1667 и 1668. Холст, масло. Национальная галерея, Лондон
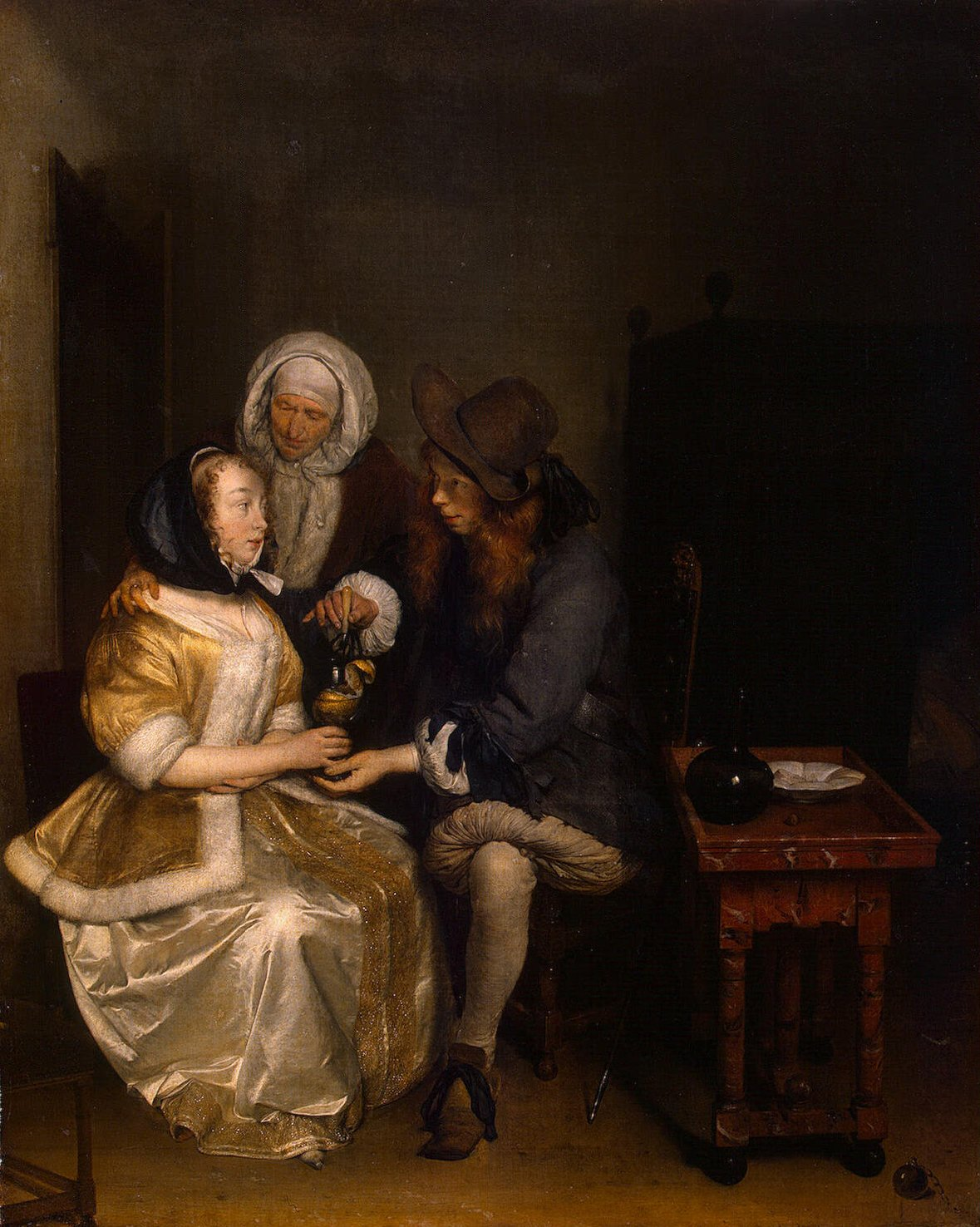
Бокал лимонада. Ок. 1664. Холст, масло (переведена с дерева). Государственный Эрмитаж, Санкт-Петербург
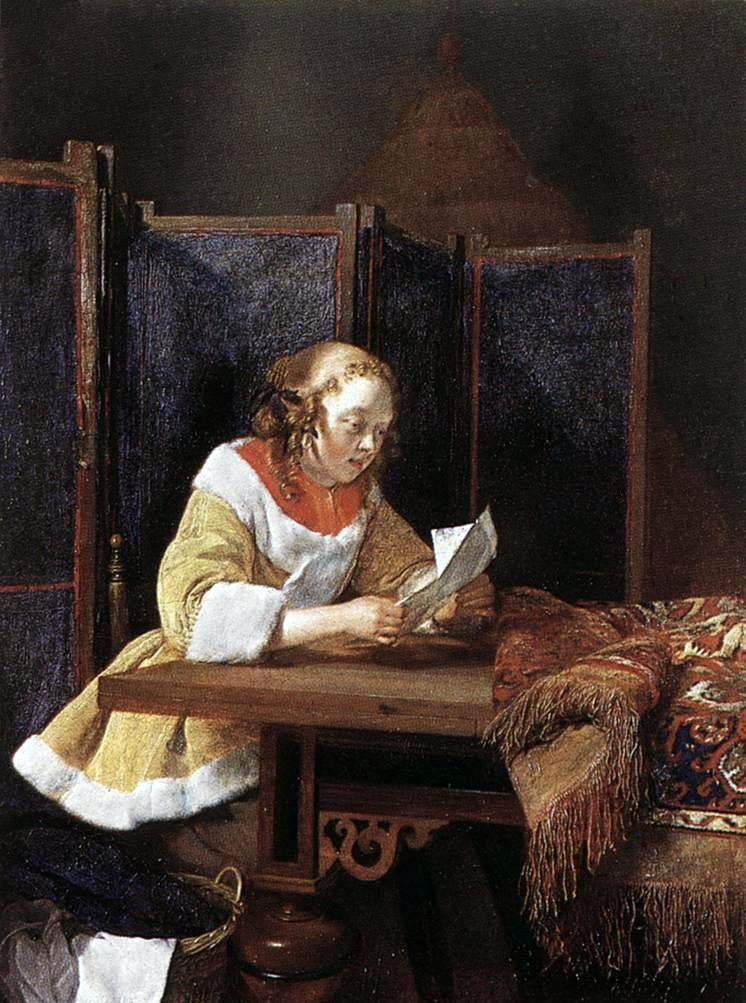
Женщина, читающая письмо. Ок. 1662. Холст, масло. Собрание Уоллеса, Лондон
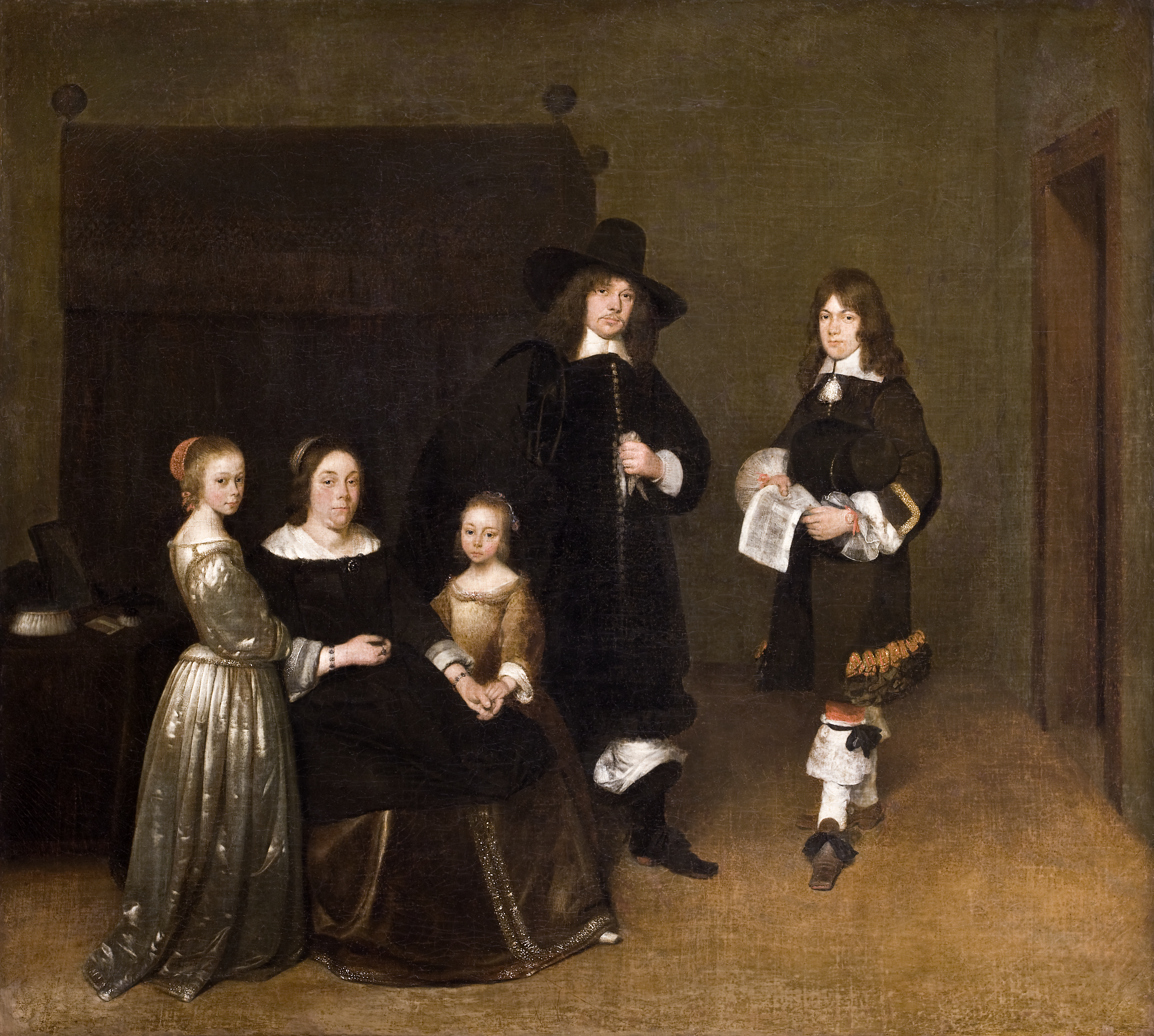
Семейный портрет. После 1656. Холст, масло. Халльвюльский музей, Стокгольм
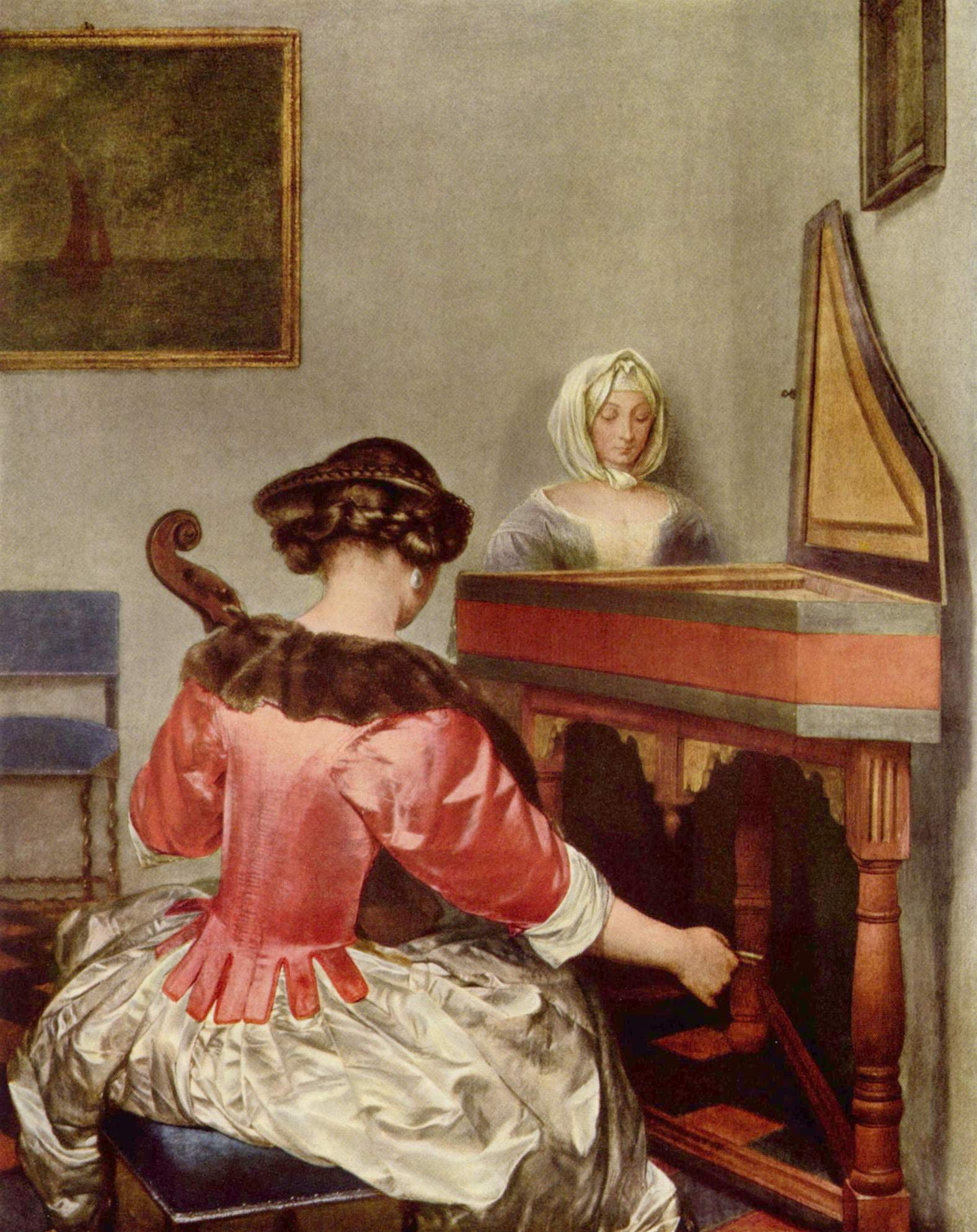
Концерт. Ок. 1675. Дерево, масло. Берлинская картинная галерея
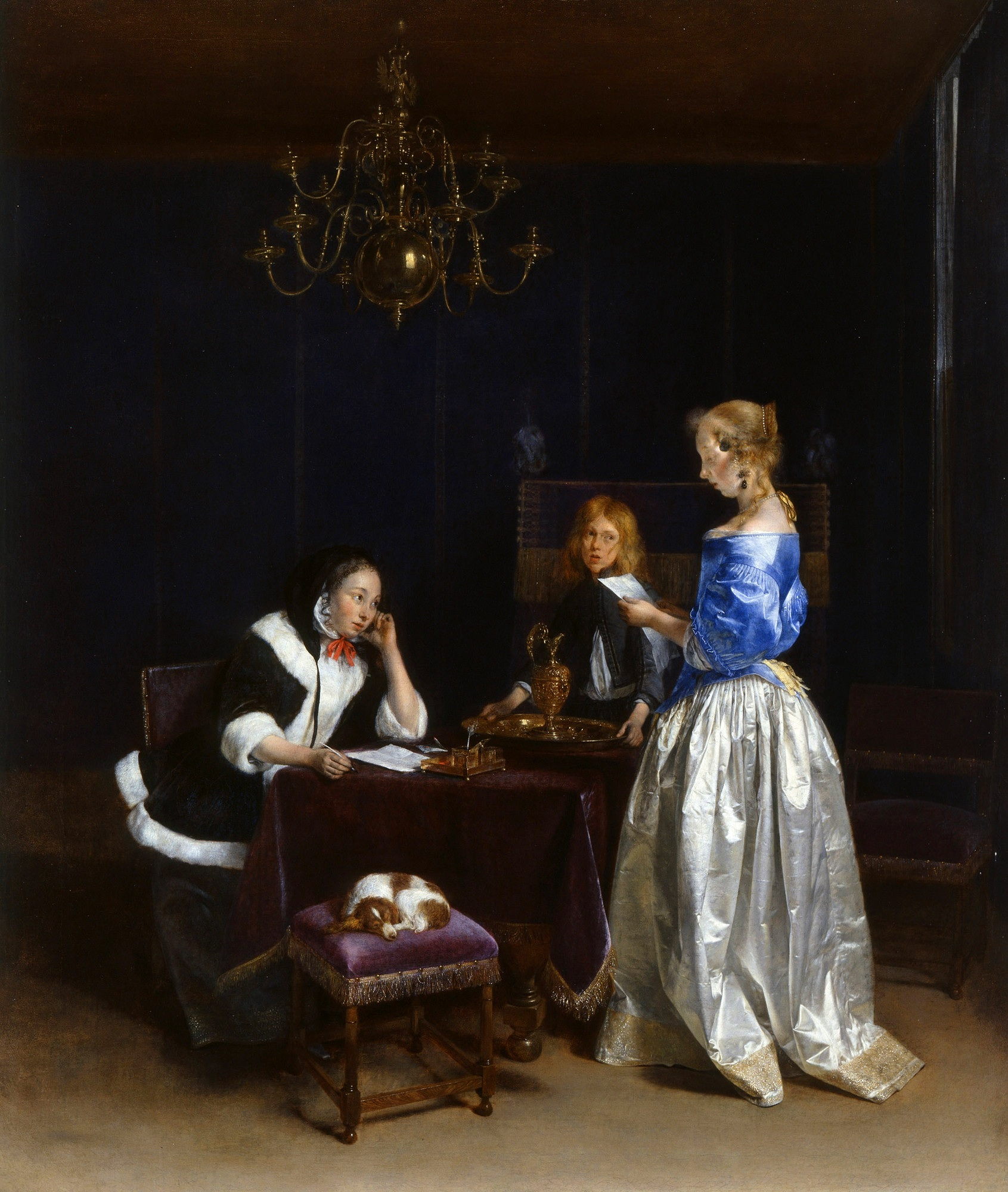
Женщина, читающая письмо. Между 1660 и 1662. Холст, масло. Королевская коллекция, Великобритания
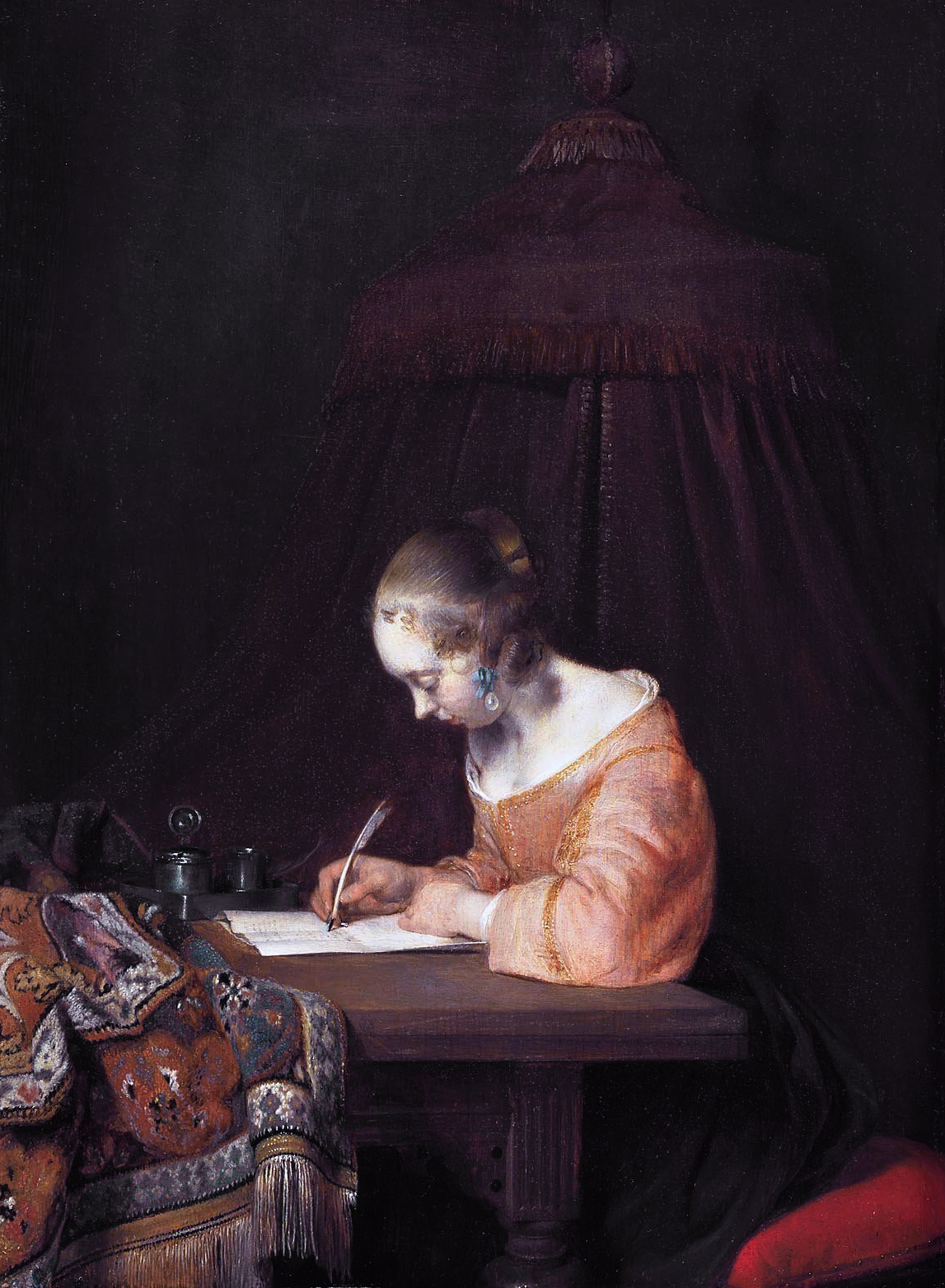
Женщина, пишущая письмо. Ок. 1655. Дерево, масло. Маурицхёйс, Гаага